# Jean Carbonnier
Pour les articles homonymes, voir Carbonnier.
Jean Carbonnier, né le 20 avril 1908 à Libourne et mort le 28 octobre 2003 à Paris 6e, est un juriste français, professeur de droit privé et spécialiste de droit civil.
Le milieu juridique français le surnomme souvent le doyen Carbonnier, en référence à la fonction qu'il a exercée à l'université de Poitiers.

## Biographie
Fils de Fernand et Thérèse Carbonnier, il épouse en 1947 l'avocate Madeleine Hugues, petite-fille de l'un des fondateurs du musée du Désert, Edmond Hugues. Lui-même, d'origine catholique, était devenu protestant au terme d'une démarche personnelle. Ils sont parents de sept enfants, notamment de Marianne Carbonnier-Burkard, historienne, et Irène Carbonnier, magistrate. Il est également grand-père d'Étienne Carbonnier, chroniqueur pour l'émission Quotidien sur TMC. 
Après avoir été membre du Conseil de la Fédération protestante de France de 1961 à 1983, il est vice-président de la Société de l'histoire du protestantisme français,. Dans son ouvrage Coligny ou les sermons imaginaires, il invite le protestantisme français à se ressaisir et à s'affirmer comme tel.

### Formation
Jean Carbonnier étudie le droit à l'université de Bordeaux, où il soutient une thèse de droit civil, intitulée « Le régime matrimonial, sa nature juridique sous le rapport des notions de société et d'association », en 1932. Il passe ensuite le concours de l'agrégation de droit privé en 1937 puis est nommé professeur à l'université de Poitiers la même année. Sa copie d'admissibilité au concours externe d'agrégation avait pour sujet « Du rôle de la jurisprudence des juridictions de l'ordre judiciaire dans l'interprétation des lois civiles et dans l'évolution du droit civil ».

### Carrière
Jean Carbonnier est professeur à l'université de Poitiers de 1937 à 1956. C’est là qu’il façonne l’approche et le style qui feront sa renommée, et ce même durant l’Occupation où son indépendance le conduit à faire l’éloge de la Déclaration des droits de l'homme dans un commentaire de l’arrêt Ferrand du Conseil d’État ou à critiquer l’extradition pour crimes politiques dans un commentaire d’arrêt de la Cour d'appel de Paris. Il occupe le poste de doyen de l'université de Poitiers de 1950 à 1954, depuis lors il est surnommé  le « doyen Carbonnier » par le milieu juridique.
Si Danièle Lochak dans une thèse qui donna lieu à une controverse avec Michel Troper croit déceler de l’antisémitisme dans le commentaire de l’arrêt Ferrand, ceci relève en fait d’une lecture particulièrement hâtive. En effet, Jean Carbonnier ne commente pas l'arrêté par lequel le préfet visait à contraindre les voyageurs d'indiquer leur religion au moment de remplir leur fiche d’hôtel, mais l'arrêt : en l'occurrence, il critique le moyen utilisé par le Conseil d'État pour annuler l’arrêté préfectoral, à savoir le recours pour excès de pouvoir, alors que le juge administratif aurait dû se fonder sur la liberté de conscience. Il écrit : « L’arrêté attaqué aurait pu être annulé, plus directement, pour violation du principe de la liberté de conscience ». Dans son commentaire, Jean Carbonnier regrette d’ailleurs que le Conseil d’État n’ait pas suivi les « remarquables conclusions » du commissaire du gouvernement Segalat, résistant reconnu, qui suivait un raisonnement identique.
Professeur à Panthéon-Assas jusqu'en 1976, le doyen Carbonnier est l'auteur d'un considérable Traité de droit civil qui fait toujours référence en la matière. Il y fonde, avec Georges Levasseur, le Laboratoire de sociologie criminelle et juridique. Il a été aussi jurislateur, auteur des avant-projets de lois de réformes du droit de la famille français durant plus d'une décennie : 1963, Tutelle et Administration légale ; 1965, Régimes matrimoniaux ; 1968, Incapables majeurs ; loi du 4 juin 1970 relative à l’autorité parentale (pour réformer la puissance paternelle encore en vigueur) ; loi du 3 janvier 1972 sur la filiation ; 1975, Divorce ; 2001, successions. Contrairement à ce qui est parfois indiqué et conformément à ses convictions religieuses, il ne prit pas part à la grande réforme de 1966 sur l'adoption. Il présida le jury d'agrégation de droit privé et sciences criminelles en 1975, dont la promotion des admis comprend des noms qui devinrent ensuite d'éminents professeurs de droit : Christian Atias, Alain Bénabent, Jean-Louis Bergel, Yves Chaput, Michel Germain, Serge Guinchard, Antoine Jeammaud, Christine Lazerges, Antoine Lyon-Caen et Bernard Teyssié ou encore Louis Ziegler par exemple.
De culture et de religion protestante, il a promu la sociologie juridique comme approche complémentaire et utile à la compréhension du droit positif : « À un moment, le sociologue doit prendre la place du juriste pour épuiser la réalité juridique ».
Dans son ouvrage Flexible droit - pour une sociologie du droit sans rigueur -, il énonce notamment l'hypothèse du non-droit : « En sociologie, c'est l'observation de phénomènes d'absence ou de retrait du droit dans des situations où il devrait être présent selon sa finalité dogmatique – syncopes du droit » (Droit civil, Introduction [63] PUF, 2004 ). "Mais entendons-nous bien sur le non-droit : ce n'est pas le néant, pas même le chaos. L'hypothèse est que, si le droit est écarté, le terrain sera occupé, est peut-être même déjà occupé d'avance, par d'autres systèmes de régulation sociale, la religion, la morale, les mœurs, l'amitié, l'habitude. Mais ce n'est plus du droit" (Essais sur les Lois, Defrénois, 1995, p. 320).
« Démariage », tel est le mot qu'a exhumé Jean Carbonnier, qui signifiait la rupture juridique, le plus souvent par l'annulation, du lien matrimonial, qui porte le nom de « divorce » aujourd'hui.
Jean Carbonnier est aussi un théoricien du droit qui essaie de trouver un critère à la juridicité (ce qui distingue la morale et le droit). Pour lui, il s'agit du juge et non de la sanction. Cette affirmation est une contestation du positivisme kelsenien selon lequel toute règle doit être assortie d'une sanction.
Il a étudié le rôle de la monnaie en insistant notamment sur la spécificité unique de la monnaie au sein des autres types de biens : sa fongibilité absolue.
Il est aussi auteur d'une proposition très en avance sur son temps en matière de droit civil des mineurs : il proposait une pré-majorité religieuse pour permettre aux adolescents de se soustraire à la puissance paternelle dans ce domaine et de disposer d'une plus grande liberté de conscience. Proposition jamais suivie d'effet.
Au-delà du strict droit civil, le doyen Carbonnier s'est livré à une étude du droit criminel. Le sociopsychologue du pénal dénonce sa double cruauté : le "choc irréparable de l'arrestation" et "l'angoisse de l'enfermement" qui imprime au détenu le sentiment que c'est à lui de se disculper. Il propose ainsi de créer des institutions de remplacement à la détention.
Il est lauréat du grand prix de l'Académie des sciences morales et politiques en 1995. Il est membre de l'Académie royale de Belgique.
Il est docteur honoris causa des Université d'Athènes, Université de Berne, Université de Bruxelles, Université de Coimbra, Université de Louvain, Université McGill (Montréal), Université d'Uppsala, Université dUtrecht et de la Faculté de théologie de Montpellier.

## Sélection de publications
- Droit civil, vol. 1 : Introduction. Les personnes. La famille, l'enfant, le couple, Paris, PUF, coll. « Quadrige », 2004, 1496 p. (ISBN 978-2-13-054739-6)
- Droit civil, vol. 2 : Les biens. Les obligations, Paris, PUF, coll. « Quadrige », 2004, 1496 p. (ISBN 978-2-13-054739-6)
- Sociologie juridique. Paris : puf, 2004, Collection Quadrige, 415 p.  (ISBN 978-2-13-054598-9)
- Flexible droit - Pour une sociologie du droit sans rigueur. 10e édition, Paris : L.G.D.J., 2001, hors collection, 496 p.,  (ISBN 978-2-275-02008-2)
- Droit et passion du droit sous la Ve République. Paris : Flammarion, 1996, Collection Forum, 273 p.  (ISBN 208210026X) (épuisé), réédition 2006, 276 p., Collection Champs,  (ISBN 978-2-08-080164-7)
- Droit civil : Introduction. 27e édition, Paris : Presses universitaires de France, 2002, Collection Themis droit privé, 384 p.  (ISBN 978-2-13-053051-0)
- Écrits (Textes rassemblés par Raymond Verdier, publiés par le GIP-Mission de recherche Droit et justice) Paris : Presses universitaires de France, 2008, 1376 p.  (ISBN 978-2-13-056563-5)
- Essais sur les lois. 2e édition, Répertoire du Notariat Defrènois, 1995, Defrenois Ouvrages, 336 p.  (ISBN 978-2-85623-025-1)
- Coligny ou les sermons imaginaires, Presses universitaires de France, 1982, 247 p.  (ISBN 2-13-037180-9)